# Friedrich Noltenius

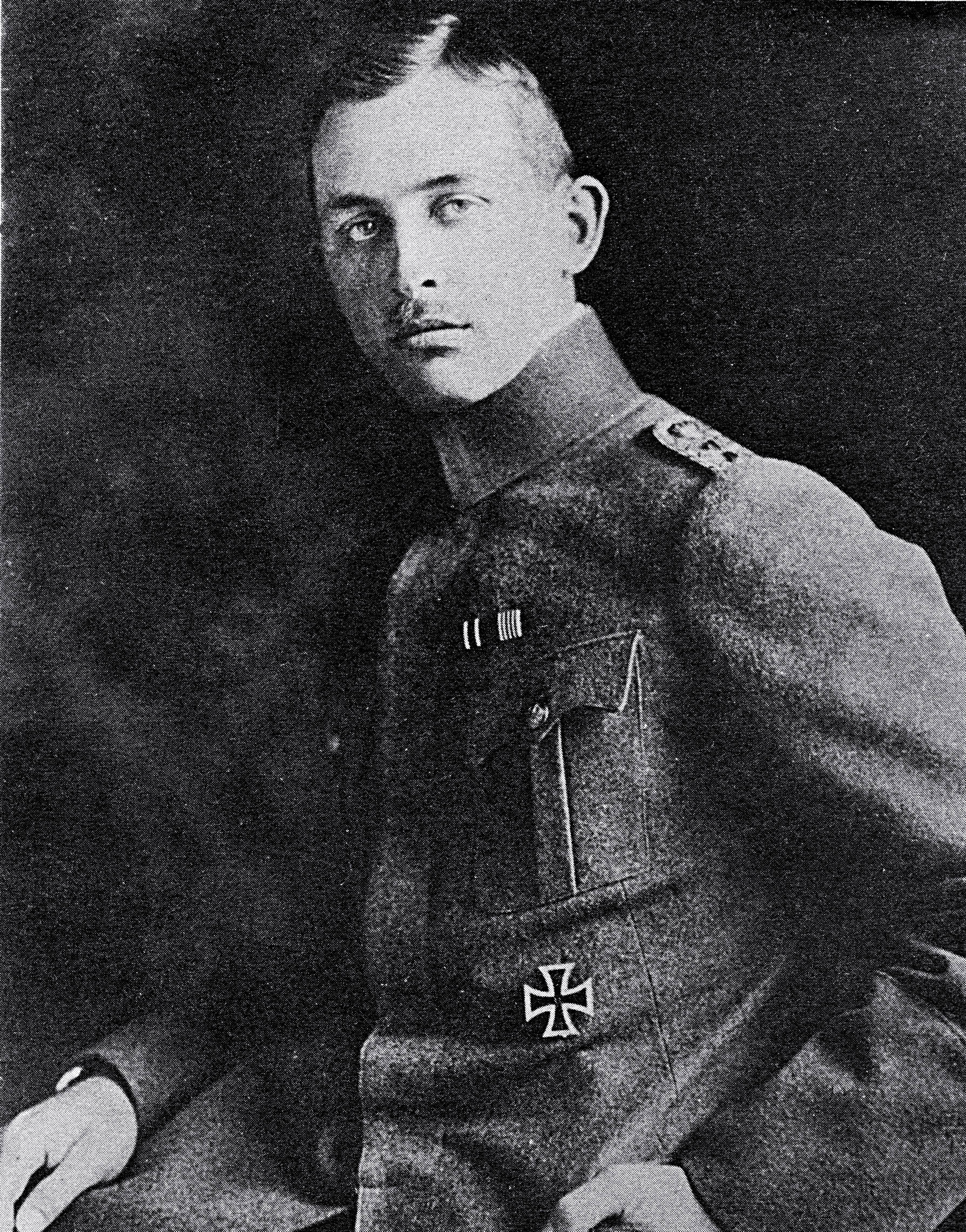
Friedrich Noltenius in Uniform

Friedrich Theodor Noltenius (* 8. Januar 1894 in Bremen; † 12. März 1936 in Berlin) war ein deutscher Jagdpilot im Ersten Weltkrieg und Rassentheoretiker während der Zeit des Nationalsozialismus.

## Leben

### Herkunft und Familie
Noltenius entstammte einer bekannten Bremer Familie, der unter anderem auch der Bremer Bürgermeister Johann Daniel Noltenius entstammte. Er wurde als Sohn eines Medizinprofessors geboren. Er hatte mindestens eine Schwester namens Hertha. 1921 heiratete er Marguerite Maria Stellmann (1885–1968), mit der er drei Kinder hatte.

### Karriere
Noltenius machte sein Abitur in Bremen. Er studierte von 1912 bis 1919 Medizin in Tübingen und war seit dem Wintersemester 1912/1913 Mitglied der Burschenschaft Germania Tübingen. Der Beginn des Ersten Weltkriegs unterbrach dann sein Studium. Nach Kriegsausbruch trat Noltenius am 4. August 1914 in das württembergische Feldartillerie-Regiment „König Karl“ (1. Württembergisches) Nr. 13 ein. Von November bis Dezember 1914 diente er an der Ostfront, bevor er an die Westfront in Frankreich verlegt wurde. Am 17. November 1915 wurde er mit dem Eisernen Kreuz zweiter Klasse ausgezeichnet. Am 10. Mai 1917 erhielt er das Eiserne Kreuz Erster Klasse. Im Oktober 1916 wurde er zum Offizier befördert und am 16. April 1917 verwundet. Am 5. Juli 1917 wurde er mit dem württembergischen Militärverdienstordenausgezeichnet.
Er wechselte nachfolgend in die Luftstreitkräfte und begann am 3. November 1917 mit der Grundausbildung. Im Februar 1918 begann er mit der eigentlichen Flugausbildung. Anfang Juni flog er seine ersten Artillerie-Lenkungseinsätze bei der Flieger-Abteilung (Artillerie) 234. Kurz darauf wurde er Ende Juni zur Jagdflugzeugausbildung geschickt. Nach Abschluss der Ausbildung wurde er der preußischen Jagdstaffel 27 zugeteilt, einer der Jagdstaffeln des Jagdgeschwaders III unter der Führung Bruno Loerzers.
Mit seiner Fokker D.VII konnte er zahlreiche feindliche Flugzeuge und Ballons abschießen und wurde am 22. September 1918 selbst durch den amerikanischen Piloten George Vaughn abgeschossen, konnte aber überleben. Am 29. September desselben Jahres erfolgte seine Versetzung in die Jagdstaffel 6. Durch einen Streit mit seinem Vorgesetzten Ulrich Neckel wurde er schon bald in die Jagdstaffel 11 versetzt, der er bis Kriegsende angehörte. Er wurde noch am 8. November 1918 mit dem Königlichen Hausorden von Hohenzollern ausgezeichnet. Er schied als Leutnant der Reserve mit insgesamt 20 Luftsiegen auf der Armee aus.

### Nachkriegszeit
In der Nachkriegszeit schloss sich Noltenius einem Freikorps an und beteiligte sich im Kampf gegen Spartakisten. Anschließend schloss er sein Medizinstudium ab und zog mit seiner Familie nach Montevideo in Uruguay. Er hatte seine Wohnung im zentralen Plaza Zabala. Er betätigte sich im Bereich der Rassenforschung und beschäftigte sich mit den Konzepten einer Herrenrasse, die er in den Arabern, der rassistischen Hamitentheorie, in Skandinavien, den Tataren und der Mongolei sah. Nach der Machtergreifung der Nationalsozialisten kehrte er nach Deutschland zurück. Er wurde 1936 ein Mitglied der Deutschen Forschungsanstalt für Luftfahrt.
Er kam am 1. März 1936 durch einen Flugzeugabsturz mit einer Bücker Bü 131 vom Flugplatz Johannisthal bei Berlin ums Leben.

## Schriften
- Bemerkungen über die Wirkung von Luftdruckveränderungen beim Fliegen. 1921[10]
- Weltphilosophie. Religion und Wahrheit. 1928[11]
- Charakterstudium als Mittel zur Rassenerforschung. 1933[7]
- Materie – Psyche – Geist
- Ein selbsthaltender Kehlkopfspiegel. 1936[12]
- Das Verhalten der Körperfunktionen im Hungerzustand (mit Hans Hartmann). 1936[13]
- Die Grundbeschaffenheit der Psyche. Bremer Beiträger zur Naturwissenschaft. Arthur Geist, 1936 (S. 64–103)[14]